# Alessandro Capra
Pour les articles homonymes, voir Capra (homonymie).
Alessandro Capra, né vers 1608 à Crémone où il meurt vers 1684, est un architecte, inventeur et écrivain italien.

## Œuvres
- (it) Nuova architettura dell'agrimensura di terre e acque, Cremona, Paolo Puerone, 1672 (lire en ligne)
- (it) Geometria famigliare, Cremona, Giovanni Pietro Zanni, 1673 (lire en ligne)
- (it) Nuova architettura famigliare, Bologna, Giacomo Monti, 1678 (lire en ligne)
- (it) Nuova architettura militare, Bologna, Giacomo Monti, 1683 (lire en ligne)